# 80. sydlige breddekreds
Den 80. sydlige breddekreds (eller 80 grader sydlig bredde) er en breddekreds, der ligger 80 grader syd for ækvator. Den løber gennem Sydlige Ishav og Antarktis.